# Agelasta catenoides
Agelasta catenoides es una especie de escarabajo longicornio del género Agelasta, categorizada en la tribu Mesosini, de la subfamilia Lamiinae. Fue descrita por Yamasako & N. Ohbayashi en 2012.

## Descripción
Mide 13 mm de longitud.

## Distribución
Se distribuye por Laos.